# Gemeindehalle Bittenfeld
Die Gemeindehalle Bittenfeld ist eine Mehrzweckhalle im Waiblinger Stadtteil Bittenfeld. Ihr Fassungsvermögen liegt bei 1100 Plätzen, davon 450 Sitzplätze.

## Lage
Die Halle liegt in der Waldstraße neben dem Waldfreibad Bittenfeld. Neben der Halle befindet sich das Vereinsheim des TV Bittenfeld, das von 1955 bis 1957 erbaut wurde.

## Nutzung

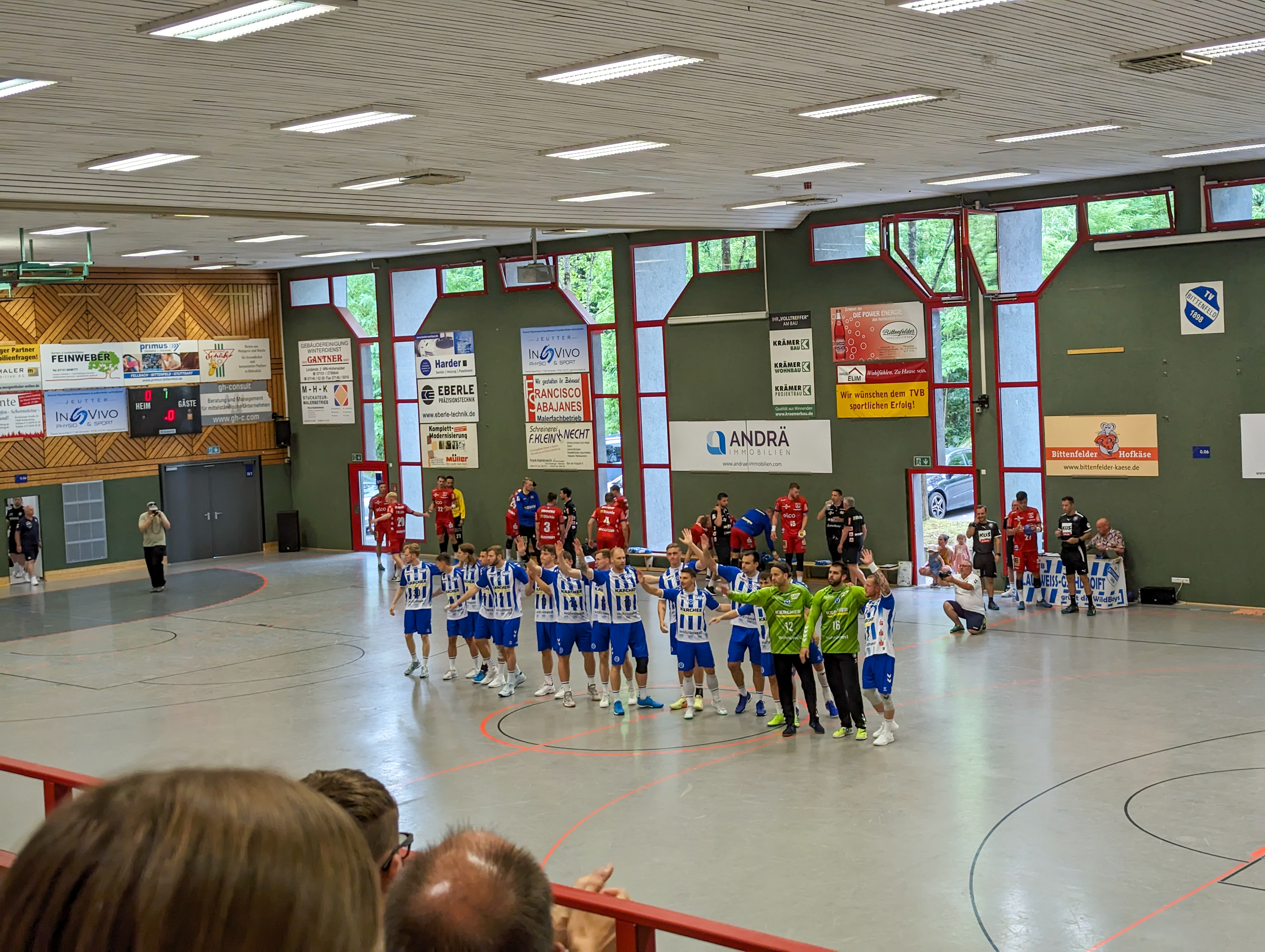
Testspiel des TVB Stuttgart in der Gemeindehalle 2023

In der Gemeindehalle trug der Handballverein TV Bittenfeld bis zur Saison 2011/12 seine Heimspiele (zuletzt in der 2. Bundesliga) aus. Seit der Saison 2012/13 trägt der aktuell in der Bundesliga spielende Verein seine Heimspiele aus Kapazitätsgründen in der Scharrena Stuttgart aus. Die Halle wird aktuell als Heimspielstätte für alle aktiven Mannschaften des Vereins außer der Profimannschaft (u. a. für die 2. Mannschaft des Vereins in der Oberliga) und für alle Jugendmannschaften (u. a. in der A-Jugend-Bundesliga) genutzt. Daneben wird die Halle vom TVB als Trainingshalle verwendet.

## Geschichte
Die Halle wurde 1969/70 erbaut.
Im Jahr 2017 wurde die Halle modernisiert, wobei auch ein zusätzlicher Trainingsraum hinzukam.